# كارول كريست
كارول كريست (بالإنجليزية: Carole Crist)‏ هي سيدة أعمال أمريكية، ولدت في 20 أكتوبر 1969 في روسلين في الولايات المتحدة.